# Exceso de mortalidad

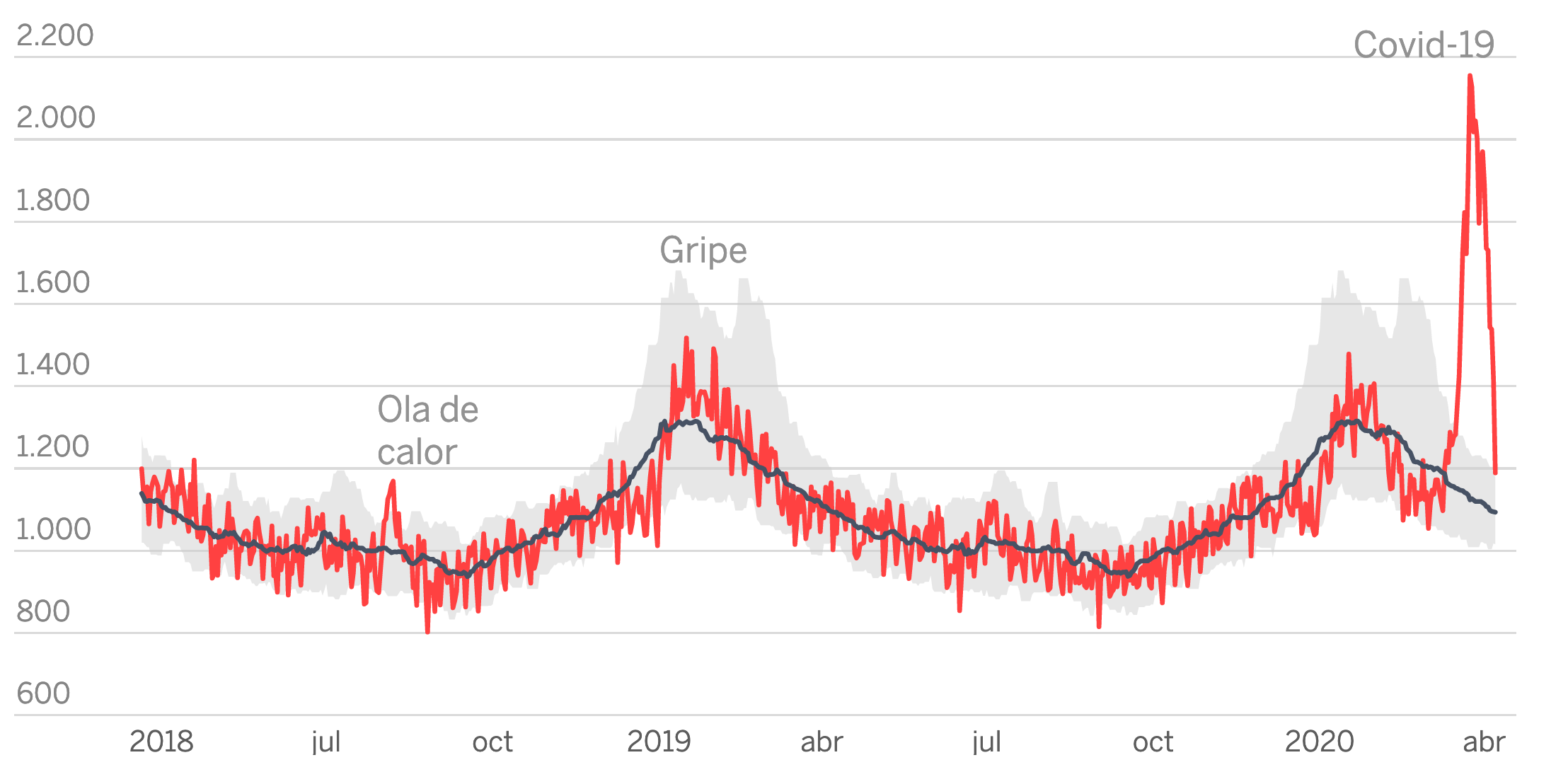
La pandemia de coronavirus 2020 en España causó un exceso significativo de mortalidad (tasa esperada en negro, con intervalos de confianza en gris).

El exceso de mortalidad denota un aumento temporal en la tasa de mortalidad (número de muertes) en una población determinada. Suele atribuirse a fenómenos ambientales –como olas de calor u olas de frío–, epidemias y pandemias –especialmente aquellas relacionadas con la gripe–, hambruna o guerra. 
Durante las olas de calor, por ejemplo, a menudo se observan muertes adicionales en la población, que afectan especialmente a los adultos mayores y a los enfermos. Sin embargo, después de algunos períodos con exceso de mortalidad, también se ha observado una disminución en la mortalidad general durante las semanas siguientes. Tal cambio hacia adelante a corto plazo en la tasa de mortalidad también se conoce como «efecto colateral». La posterior reducción compensatoria de la mortalidad sugiere que la ola de calor había afectado especialmente a aquellos cuya salud ya estaba tan comprometida que probablemente «hubiesen muerto a corto plazo de todos modos».

### Exceso de mortalidad durante COVID-19
El 11 de marzo de 2020, el director general de la Organización Mundial de la Salud (OMS), Tedros Adhanom Ghebreyesus, declaró como pandemia el brote de coronavirus COVID-19, debido a la cantidad de casos de contagio y de países afectados.
Según el Centro de Recursos de Coronavirus de la Universidad Johns Hopkins, un año después de que se declarara esta pandemia, el coronavirus ha provocado más de 118 millones de casos reportados y más de 2,6 millones de muertes en todo el mundo. Estados Unidos ha tenido, con mucho, el mayor número de casos reportados de COVID-19 con más de 29,1 millones y las muertes por COVID-19 más notificadas con más de 529.000. India ha tenido el segundo mayor número de casos de Covid-19 notificados (más de 11,2 millones), seguida de Brasil (más de 11,2 millones), Rusia (más de 4,3 millones) y el Reino Unido (más de 4,2 millones). Estados Unidos ha registrado casi el doble de muertes relacionadas con Covid-19 que Brasil, que ocupa el segundo lugar (más de 270.000). México le sigue con más de 192.000 muertes, India en cuarto lugar con más de 158.000 y el Reino Unido quinto con más de 125.000. En contraste con las de Corea del Sur (1652 muertes), Australia (909 muertes), Nueva Zelanda (29 muertes) y Taiwán (10 muertes).
Una celeridad y escala de propagación de una pandemia como el COVID-19 obliga poner en práctica diferentes medidas de control. En palabras del Primer Ministro holandés Mark Rutte, “con el 50% del conocimiento tenemos que tomar el 100% de las decisiones”. Conocer las diferencias de morbilidad y de mortalidad es un factor clave para distinguir la efectividad relativa de las medidas de prevención y control entre países. Sin embargo, debido a diferencias en criterios y pruebas, las cifras de contagios y muertes que reporta cada país no son fácilmente comparables con las de otros países. Esto es un obstáculo formidable para llevar a cabo comparaciones entre países y hasta regiones.

#### Medición
El exceso de mortalidad es un estadístico más comparable que otros reportes nacionales. El exceso de mortalidad se enfoca en una región geográfica (p.ej. Cataluña) y un periodo del año (p.ej. la primera semana de enero) para contrastar los decesos observados, sin importar la causa, y los decesos esperados. El número de decesos esperados es el promedio de muertes registradas en años anteriores en la región y el periodo en cuestión. Cuando los decesos observados en el año corriente sobrepasan significativemente a los esperados, se dice que hubo en Cataluña en la primera semana de enero un "exceso de muertes".
Nótese que el estadístico prescinde de las causas de los decesos. Si bien ésta es una limitación por las grandes diferencias en las poblaciones, permite sobreponer una de las dificultades de comparabilidad discutidas en la sección anterior. Proporciona una métrica del impacto global de la mortalidad por COVID-19 usando como parámetro las muertes esperadas en 2020-2021 si no se hubiera producido la pandemia.
Cuando el objetivo es realizar contrastes entre países, se deben comprender las variaciones de la mortalidad, a través de dividir las partes que la componen, de las muertes directas por COVID-19 y las muertes indirectas por exceso de COVID-19. Si los sistemas de recopilación de datos son oportunos, confiables y completos, el exceso de mortalidad puede llegar a ser útil para monitorear la evolución del COVID-19. Una evaluación sólida del impacto directo e indirecto y ayudará a orientar la política de salud pública nacional o local.

##### Limitaciones de las estimaciones de mortalidad por COVID-19
La Organización Mundial de la Salud define una muerte por COVID-19 como aquella en la que el coronavirus 19 es la causa subyacente de muerte, que abarca tanto los casos confirmados como los sospechosos. Cuando el COVID-19 es un factor contribuyente, pero no la causa que conduce directamente a la muerte, no se cuenta. Sin embargo, la guía de la Organización Mundial de la Salud se introdujo en abril de 2020, etapa en la que es posible que los países ya hayan introducido su propia guía. En consecuencia, existen diferencias significativas en la forma en que se informan las muertes por COVID-19 entre países.
La accesibilidad y los criterios para las pruebas de COVID-19  también afectarán el número de muertes por COVID-19, concretamente cuando únicamente se incluyen los casos confirmados.  Las muertes debidas de manera directa a la pandemia de COVID-19 pueden subestimarse debido a un subdiagnóstico: pruebas post mortem insuficientes para el síndrome respiratorio agudo grave del coronavirus (SARS-CoV-2) y no recibir atención médica. Las muertes indirectamente debidas a una emergencia también son comunes, debido a un sistema de salud saturado y la falta de acceso a la atención médica. En el 2014, durante la epidemia de ébola en África, la carencia de atención médica básica para la malaria, VIH SIDA y tuberculosis provocó un estimado de 10,600 muertes adicionales en el área.
Emergencias sanitarias como el COVID-19 también pueden provocar muertes indirectas por estrés económico, social y emocional (Shah SM,2013) y sistemas de salud sobrepasados (Hoot NR and Aronsky D , 2008).